# 거제 하청 북사지
거제 하청 북사지(巨濟 河淸 北寺址)는 대한민국 경상남도 거제시 하청면 유계리, 앵산 중턱에 있는 절터이다. 1998년 11월 13일 경상남도의 기념물 제209호로 지정되었다.

## 개요
하청 북사터는 유계리 앵산 중턱에 있는 절터이다. 이 절에 대한 확실한 기록은 없으나 북사 범종에 새긴 글이 중국 요나라 태평 6년(1026년)에 만들었다는 내용인 것으로 보아 같은 연대인 고려 현종 17년(1026)에 북사란 절을 세웠거나 이보다 앞서 있었을 것으로 추측한다.
이 범종은 고려 공민왕 7년(1374) 왜구의 침입으로 약탈당해 현재 일본 좌하현 혜월사에 보관되어 일본 중요문화재로 등록·관리되고 있다. 하청 북사가 언제 폐사되었는지 정확히 알 수는 없지만 구전에 따르면 절에 빈대가 많아서 망했다고 한다.
현재 하청 북사지에는 60평 안팎 규모의 금당 주춧돌이 남아 있으며, 그 바로 밑에 광청사라는 새로운 절이 있다. 하청 북사는 과거 경남 4대 사찰로서 해인사, 통도사, 범어사와 함께 대규모였던 것으로 전하고 있다.

## 참고 문헌
- 거제하청북사지 - 국가유산청 국가유산포털